# Gyroweisia nigeriana
Gyroweisia nigeriana là một loài rêu trong họ Pottiaceae. Loài này được Egunyomi & Olar. mô tả khoa học đầu tiên năm 1978.